# It's All Coming Back to Me Now
Pistes de Falling into You
Because You Loved Me
It's All Coming Back to Me Now est une chanson de Céline Dion qui se retrouve sur l'album Falling into You. Elle sort comme deuxième extrait en Amérique le 29 juillet 1996, et comme troisième extrait dans le reste du monde.

## Histoire
La chanson paraît d'abord dans l'album Original Sin de Pandora's Box qui s'est retrouvée sur le film The Lost Boys. Jim Steinman demandait à une interprète de reprendre la chanson. C'est Céline qui acceptera.

## Vidéoclip
Le vidéoclip de It's All Coming Back to Me Now a été tourné aux palais de Prague, en République tchèque, du 29 juin jusqu'au 3 juillet 1996 et a été réalisée par Nigel Dick. La vidéo est diffusée à partir de la fin juillet 1996. Deux versions du clip furent diffusées : la version longue album (7:45) et la version radio écourtée (6:03). Les deux versions seront incluses sur le DVD All The Way: A Decade of Song and Video.
La vidéo commence un homme qui prend la route à moto sous la pluie. La foudre frappe un arbre qui tombe sur la chaussée et fait chuter l'homme qui meurt sur le coup. Céline vit un drôle de rêve, car lorsqu'elle se dirige vers le miroir, elle rêve de l'homme qui est mort. Elle se rend vers la porte qui s'ouvre et le cadre sur laquelle il y a une photo de Céline et d'un de ses amis. Elle se rend en haut où elle trouve une bougie allumée, elle le prend et elle traîne dans le château. La fin du clip se termine lorsqu'elle se rend au miroir et que le soleil se lève.
La vidéo sera comparée au vidéoclip de Bonnie Tyler Total Eclipse of the Heart.

## Tournées
Elle chantera cette chanson pendant les tournées Falling into You Tour, Let's Talk About Love Tour, à Las-Vegas lors des spectacles A New Day, Taking Chances World Tour et Courage World Tour (comme chanson d'ouverture).

## Succès
La chanson deviendra un gros succès international.
Aux États-Unis, la chanson débute en 27e position et sera 11 semaines plus tard en 2e position et passe plus de 6 semaines. Au Canada, la chanson débute en 9e position et sera 4 semaines plus tard en 2e position. En Australie, la chanson débute en 36e position et 6 semaines plus tard en 8e position. Au Royaume-Uni, la chanson débute en 6e position. Il s'agit de la 3e chanson de l'album à débuter au top 10. Il sera 2 semaines plus tard en 3e position. Au Japon, la chanson débute en 35e position et sera la semaine suivante en 30e position. La chanson sera également au top 10 en: Belgique (#1), Irlande, Pays-Bas, Nouvelle-Zélande et Danemark.

## Charts mondiaux
| Pays                         | Meilleure Position | Certification | Vente     |
| ---------------------------- | ------------------ | ------------- | --------- |
| Allemagne                    | 62                 |               |           |
| Argentine                    | 10                 |               |           |
| Australie                    | 8                  |               |           |
| Belgique Flanders            | 1                  |               |           |
| Brésil                       | 46                 |               |           |
| Canada                       | 1                  |               |           |
| Danemark                     | 10                 |               |           |
| États-Unis Billboard Hot 100 | 2                  | 2x platine    | 2 000 000 |
| France                       | 13                 |               |           |
| Irlande                      | 2                  |               |           |
| Japon                        | 30                 |               |           |
| Nouvelle-Zélande             | 8                  |               |           |
| Pays-Bas                     | 5                  |               |           |
| Pologne                      | 2                  |               |           |
| Royaume-Uni                  | 3                  | platine       | 600 000   |
| Suède                        | 19                 |               |           |

## Autres interprétations
Elle est reprise dans la série Glee lors de l'épisode 21 de la Saison 3 par Lea Michele.
En 2021, la chanson a été reprise par les actrices Ashleigh Murray, Hayley Law et Asha Bromfield dans le quinzième épisode de la cinquième saison de la série télévisée Riverdale.